# Poste de barbero

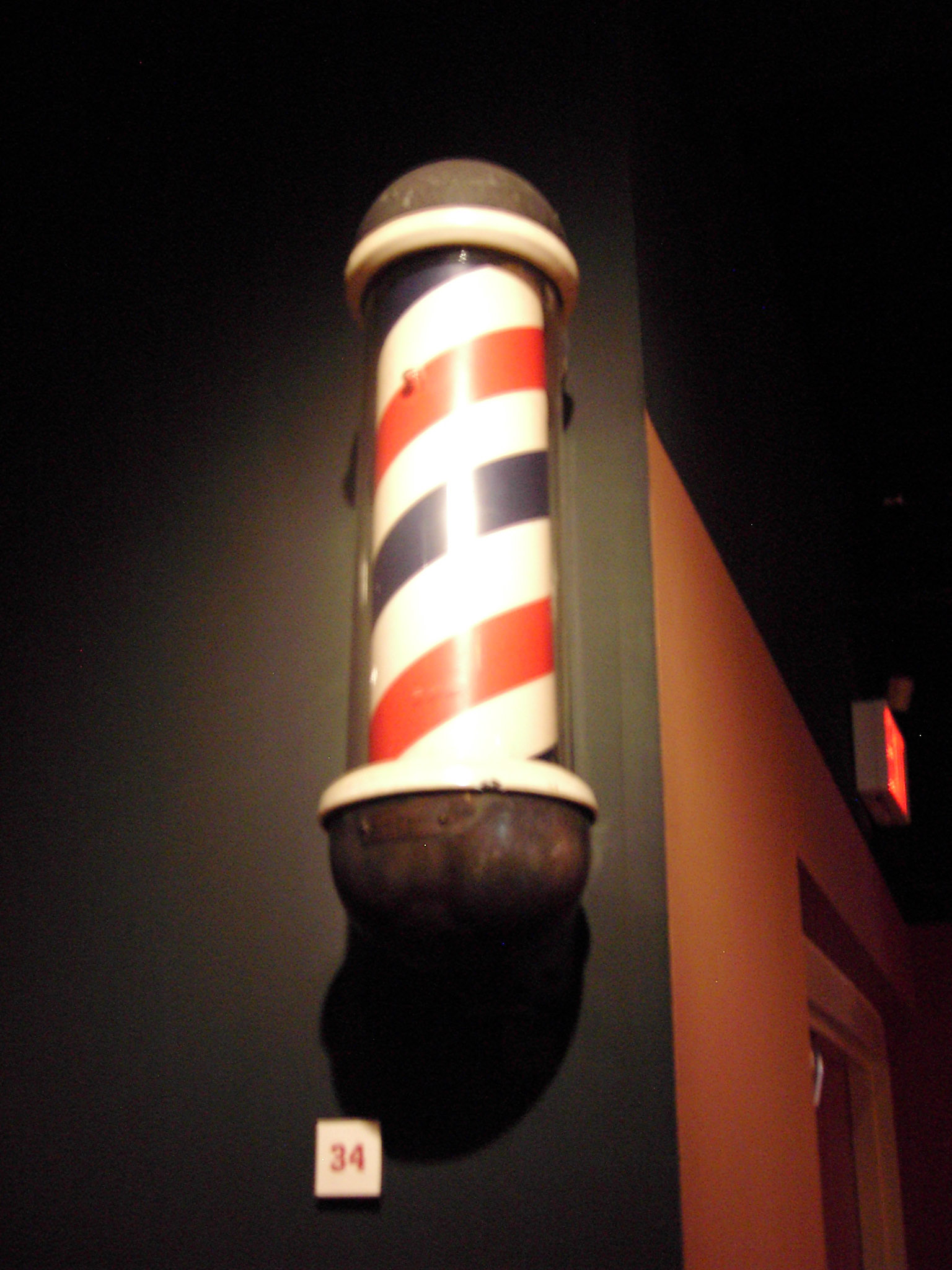
Poste de barbero, ca. 1938, Museo de Historia de Carolina del Norte.

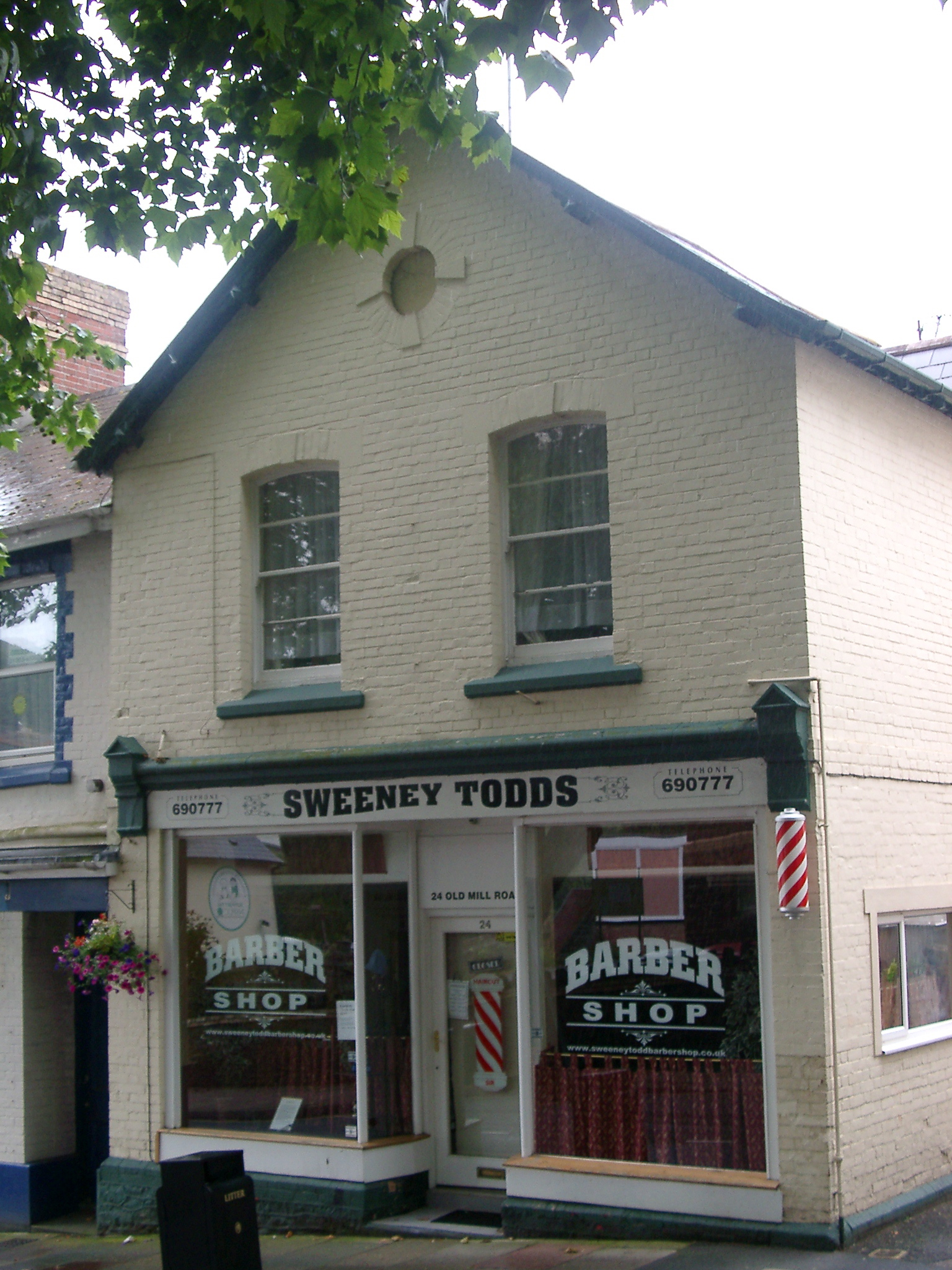
Peluquería (barbería) en Torquay, Devon, con un poste rojiblanco.

Un poste de barbero es un tipo de señal empleada por los barberos principalmente en los países anglosajones (aunque su presencia se ha ido extendiendo también a los países hispanohablantes) para indicar el lugar o establecimiento donde llevan a cabo su trabajo. Este signo comercial es, según una tradición que data de la Edad Media, un poste o asta con una hélice de rayas de color (generalmente rojas, blancas y azules en los Estados Unidos; a menudo rojiblancas en otros países). El poste puede estar fijo o girar sobre un eje, con la ayuda de un motor eléctrico.
Un poste de barbero con una raya helicoidal es una señal familiar y se usa metafóricamente para describir objetos en muchos otros contextos. Por ejemplo, si la estructura de la torre de un faro está pintada con una raya helicoidal a modo de señalización marítima, se dice que ha sido pintada con los colores de un poste de barbero.

## Origen en el oficio de barbero y médico

Una imagen renderizada de un poste de barbero girando.

El origen del poste de barbero rojiblanco se asocia a que uno de los servicios que ofrecía era el de realizar sangrías e históricamente se representaba con vendajes sangrientos enrollados alrededor de un poste. Durante la época medieval, los barberos efectuaban operaciones de cirugía a sus clientes, así como extracciones de dientes. El poste originariamente tenía una palangana de bronce en la parte superior (representando el recipiente donde se guardaban las sanguijuelas) y en la inferior (en alusión al recipiente que recibía la sangre). El propio poste simboliza el palo o bastón que el paciente agarraba durante el procedimiento para facilitar que la sangre fluyese.
Algunos autores opinan que el formato en colores rojo, blanco y azul empleado en Estados Unidos es un homenaje a los colores de la bandera.
En el Concilio de Tours en 1163, al clero se le prohibió la práctica de la cirugía. Desde entonces, los médicos se separaron claramente de los cirujanos y los barberos. Más tarde, el papel de los barberos fue definido por la Hermandad de San Cosme y San Damián, fundada por Jean Pitard en París alrededor de 1210, como cirujanos académicos los de largos ropajes y como barberos cirujanos los de ropajes cortos.
Tras la fundación de la United Barber Surgeon's Company en Inglaterra, por estatuto el barbero debía usar un poste blanco y azul y el cirujano un poste rojo. En Francia, los cirujanos usaban un poste rojo unido a una palangana para identificar sus oficinas. El azul a menudo aparece en los postes de los Estados Unidos, posiblemente en honor a los colores nacionales. Otra interpretación más imaginativa de los colores empleados en los postes es que el rojo representa la sangre arterial y el azul simboliza la sangre de las venas y el blanco representa el vendaje.
Antes de 1950, había cuatro artesanos que se dedicaban a la fabricación de postes de barbero en los Estados Unidos. En 1950, William Marvy de St. Paul, Minnesota, inició su actividad. Marvy hizo su poste número 50.000 en 1967, y, hacia 2010, había producido más de 82.000. La William Marvy Company es a día de hoy la única empresa dedicada a la producción de este producto en Estados Unidos, vendiendo tan solo 500 al año (en comparación con los 5.100 en la década de 1960). Actualmente, la venta de postes de barbero giratorios ha descendido drásticamente, dado que ya no se inauguran tiendas de barbería (peluquería) y muchas jurisdicciones prohíben el uso de señales giratorias. La empresa Koken, sita en San Luis, Misuri, realiza accesorios de barbería como sillas y postes variados del siglo XIX.
Hay locales donde el uso de postes de barberos es obligatorio según las ordenanzas municipales. En Forest Grove,  Oregón, se encuentra el poste de barbero más largo del mundo que mide 70 pies (21,3 m).
El empleo consistente de este símbolo con fines publicitarios ha sido análogo al de los globos de muestra de los boticarios, el Cigar store indian de los estancos y las tres bolas doradas suspendidas de una barra de los prestamistas.

## Ilusión visual
Un poste de barbero giratorio crea una ilusión visual, en la cual las rayas parece que van bajando o subiendo por el poste, más que a su alrededor.